# Thijs Wöltgens
Mathias Andreas Marie (Thijs) Wöltgens (Kerkrade, 30 november 1943 – aldaar, 7 mei 2008) was een Nederlands politicus. Hij was onder meer lid van de Eerste en Tweede Kamer voor de Partij van de Arbeid en burgemeester van Kerkrade.

## Loopbaan
Afkomstig uit zuidelijk Limburg studeerde Wöltgens van 1962 tot 1966 rechten aan de Rijksuniversiteit Utrecht. Hij was daarna werkzaam als leraar economie en gemeenteraadslid in Kerkrade, alvorens hij bij de Tweede Kamerverkiezingen van 1977 in het parlement werd gekozen, waarin hij vervolgens onafgebroken tot 30 augustus 1994 verbleef. In de Tweede Kamer voerde hij onder meer het woord over de beleidsterreinen financiën en economische zaken. Van 6 november 1989 tot 3 mei 1994 was Wöltgens voorzitter van de PvdA-Kamerfractie, als opvolger van Wim Kok, die minister van Financiën werd in het derde kabinet van premier Ruud Lubbers (CDA). Hierdoor ontwikkelde Wöltgens zich tot een belangrijke woordvoerder van de PvdA in deze periode.
Op 1 september 1994 werd Wöltgens benoemd tot burgemeester van Kerkrade. Op 1 september 2000 nam hij afscheid uit die functie. Van 1995 tot 2002 was hij tevens lid van de Eerste Kamer. Van 1 september 2000 tot 1 september 2005 was Wöltgens voorzitter van het College van Bestuur van de Open Universiteit te Heerlen.
Vanaf 14 april 2005 was Wöltgens voorzitter van de Kamer van Koophandel Nederland.
Thijs Wöltgens overleed in mei 2008 op 64-jarige leeftijd aan een hartinfarct. Zijn jongere zus Marian Jager-Wöltgens was ook een PvdA-politicus.

### Politicus van het jaar (1991)
Bij de enquête onder parlementaire journalisten door het weekblad HP-De Tijd in 1991 werd Wöltgens (toen 47 jaar) tot "beste politicus van het jaar" gekozen. Wöltgens scoorde bij de 'besten' als hoogste: hij werd 36 keer genoemd, 16 keer als eerste, 11 keer als tweede en 9 keer als derde. Hij werd geprezen als "onverstoorbaar, humoristisch, niet bang voor onconventioneel optreden, aimabel, oprecht en brutaal".
Kort na deze verkiezing verscheen een interview met hem in NRC Handelsblad: de parlementariër uit Kerkrade was in een paar maanden "uitgegroeid van 'sous-chef' tot 'duo-leider'", doordat PvdA-voorman Wim Kok een ministerspost vervulde. In dat interview verklaarde hij onder meer "Ik pleit ervoor om terug te keren naar het begrip burger. Niet in zijn bourgeois-betekenis, maar in zijn citoyen-betekenis. Een burger is iemand die onafhankelijk staat ten opzichte van de overheid en de welzijnsbureaucratie. Dat is niet iemand die in de watten gelegd hoeft te worden. Het is een zelfstandig individu in wiens dienst de overheid staat. Mensen zijn geen voorwerp van zorg. Ze hebben mogelijkheden, ze bieden kansen. Ze hebben verplichtingen. Dat is bij de PvdA wat ondergesneeuwd geraakt. Bij ons was de burger vaak meer het slachtoffer of de client."

## Publicaties
Zoals Hans van Mierlo en Marcel van Dam, was ook Thijs Wöltgens een reflecterende politicus, die graag schreef.
- Mislukte doorbraak : geschiedenis van de socialistische mijnwerkersbond 1909-1965 (Valkenburg, Volkshogeschool, 1974)
- Om een werkbare toekomst : aanzetten tot een middellange termijn beleid, gericht op volledige werkgelegenheid en economisch herstel, i.s.m. J.A. van Kemenade en J.M.M. Ritzen (Den Haag, PvdA, 1984)
- Lof van de politiek (Amsterdam, Prometheus, 1992)
- De nee-zeggers, of De politieke gevolgen van het economisch liberalisme (Amsterdam, Prometheus, 1996)
- De actualiteit van opvattingen die men socialistisch zou kunnen noemen (Willem Drees-lezing, 1996. Den Haag, 1997)
- Poldergeest, i.s.m. F. Bolkestein en E.M. Hirsch Ballin (Amsterdam, Prometheus, 1998)
- Het primaat van de politiek revisited (Sint Nicolaas-rede 1997. Den Haag, SER, 1998)
- Kerkrade: een stad als beeldentuin, m.m.v. Charles Gens (Gemeente Kerkrade, 1998)
- Arbeid en ethiek : een Europese missie (voordracht De Balie, Amsterdam, 2000)
- De overwinning van de erfzonde en de ziel van Europa : over politiek en geloof (Annalen van het Thijmgenootschap, jrg. 89 [2001], afl. 4)

- Biografisch Portaal: 88703593
- Digitale Bibliotheek voor de Nederlandse Letteren: wolt013
- Gemeinsame Normdatei: 172533570
- International Standard Name Identifier: 0000 0000 3272 6966
- Library of Congress Control Number: n93029268
- Nederlandse Thesaurus van Auteursnamen: 070265909
- Parlement.com: vg09lli74lzm
- Virtual International Authority File: 16435938
- WorldCat: E39PBJqK9gCtvRJMQDfpGbDrMP